# Valfréjus
Pour les articles homonymes, voir Fréjus (homonymie).
Valfréjus est une station de sports d'hiver située en France dans le massif du Mont-Cenis et proche du massif des Cerces-Thabor, sur le territoire communal de Modane, dans le département de la Savoie en région Auvergne-Rhône-Alpes.
Valfréjus est située non loin de la frontière italienne, ses pistes passant à proximité de la pointe du Fréjus et du col du Fréjus, duquel est visible la ville italienne de Bardonnèche.
Station de la Haute-Maurienne, elle propose avec quatre autres stations de la vallée — Aussois, La Norma, Val Cenis Vanoise et Bonneval-sur-Arc — un forfait commun, le forfait « Espace Haute Maurienne Vanoise » (anciennement « Eski-Mo »).

## Géographie

### Localisation
La station de Valfréjus est située au sud-est du département de la Savoie sur les hauteurs de la commune de Modane, dans la vallée de la Maurienne, au lieu-dit Le Charmaix.
Elle est distante de 200 km de Lyon, de 110 km de Chambéry et de 100 km de Turin en Italie.

### Accès à la station
Par la route, la station de Valfréjus est accessible depuis Lyon et Chambéry par l'autoroute A43 en direction de l'Italie par le tunnel du Fréjus : sortie Modane à une dizaine de kilomètres.
Par le train, la station est accessible en 4 heures depuis Paris en TGV avec desserte de la gare de Modane suivie d'une navette de 15 minutes.

## Toponymie
Le nom de « Valfréjus » vient du mot Fréjus qui est le nom du massif frontalier entre Modane et Bardonnèche en Italie. Ce toponyme se retrouve également avec le col du Fréjus, la pointe du Fréjus ou les tunnels routier et ferroviaire du Fréjus.

## Histoire
Valfréjus est née en 1983 (station de 4e génération), et fait suite au stade de neige appelé alors d'Arrondaz né lui en 1969. Un télésiège reliait alors le centre de Fourneaux au hameau du Charmaix (actuelle station de Valfréjus) tandis que le stade de neige d'Arrondaz permettait la pratique du ski. Ce télésiège a par la suite été supprimé pour permettre la construction du pont d'accès au tunnel routier du Frejus sur l'A43. Il n’y avait toutefois à ce moment pas de résidences mais seulement quelques chalets d’alpage. Ce n’est qu'à partir de 1983 que sont bâties les premières résidences de tourisme sous l'impulsion du maire de Modane Jacques Geneletti et de l'aménageur et promoteur Pierre Schnebelen (à qui l’on doit également l'aménagement des stations de Tignes et le projet de Val Thorens) et une nouvelle station voit le jour : Valfréjus. Deux tronçons de télécabines sont construits et l’on peut alors gagner le sommet des pistes, en haut du télésiège dit de Punta Bagna, à 2 737 mètres.
Pourtant, l'idée originale de Schnebelen était de relier Modane et Bardonnèche en Italie, et de créer ainsi la première station internationale. Idée par la suite complétée par la volonté de relier les stations de Valmeinier, Valloire et Orelle du côté du barrage de Bissorte et bientôt connue et relayée dans la presse nationale française sous le nom de « la Croix du Sud », que l'on prévoit pour le début des années 1990. Deux idées qui ne voient néanmoins jamais le jour.
En 1992 à Valfréjus Patrick "Thias" Balmain et Manuel Jammes inventent le skwal.
Dans les années 2000, le speed riding est inventé à Valfréjus,,.
En 2009 Valfréjus, grâce aux investissements de la Commune de Modane et du Conseil Général de la Savoie, rénove profondément son parc de remontées mécaniques en remplaçant la quasi-totalité des appareils, c'est ainsi que près de 20 millions d'euros sont investis, ce qui en fait un record pour une station de cette taille.
À l'automne 2018, la station propose un seul forfait commun avec la station voisine de La Norma accessible elle aussi depuis la ville de Modane.

## La station

### Promotion et positionnement
La station a obtenu plusieurs labels « Station village » et « Nouvelles glisses ».

### La station
Valfréjus est une station de taille modeste mais qui se distingue par son urbanisme plus tourné vers le bois et la pierre (logement en chalets au toit de lauzes) que vers le béton que l’on retrouve davantage au sein de nombreuses autres stations.

### Hébergement et restauration
En 2014, la capacité d'accueil de la station, estimée par l'organisme Savoie Mont Blanc, est de 6 013 lits touristiques répartis dans 627 établissements. Les hébergements se répartissent comme suit : 135 meublés ; 8 résidences de tourisme ; 1 hôtel ; 3 structures d'hôtellerie de plein air ; 6 centres ou villages de vacances/auberges de jeunesse et 1 gîte ou gîte d'étape.

## Domaine skiable et gestion

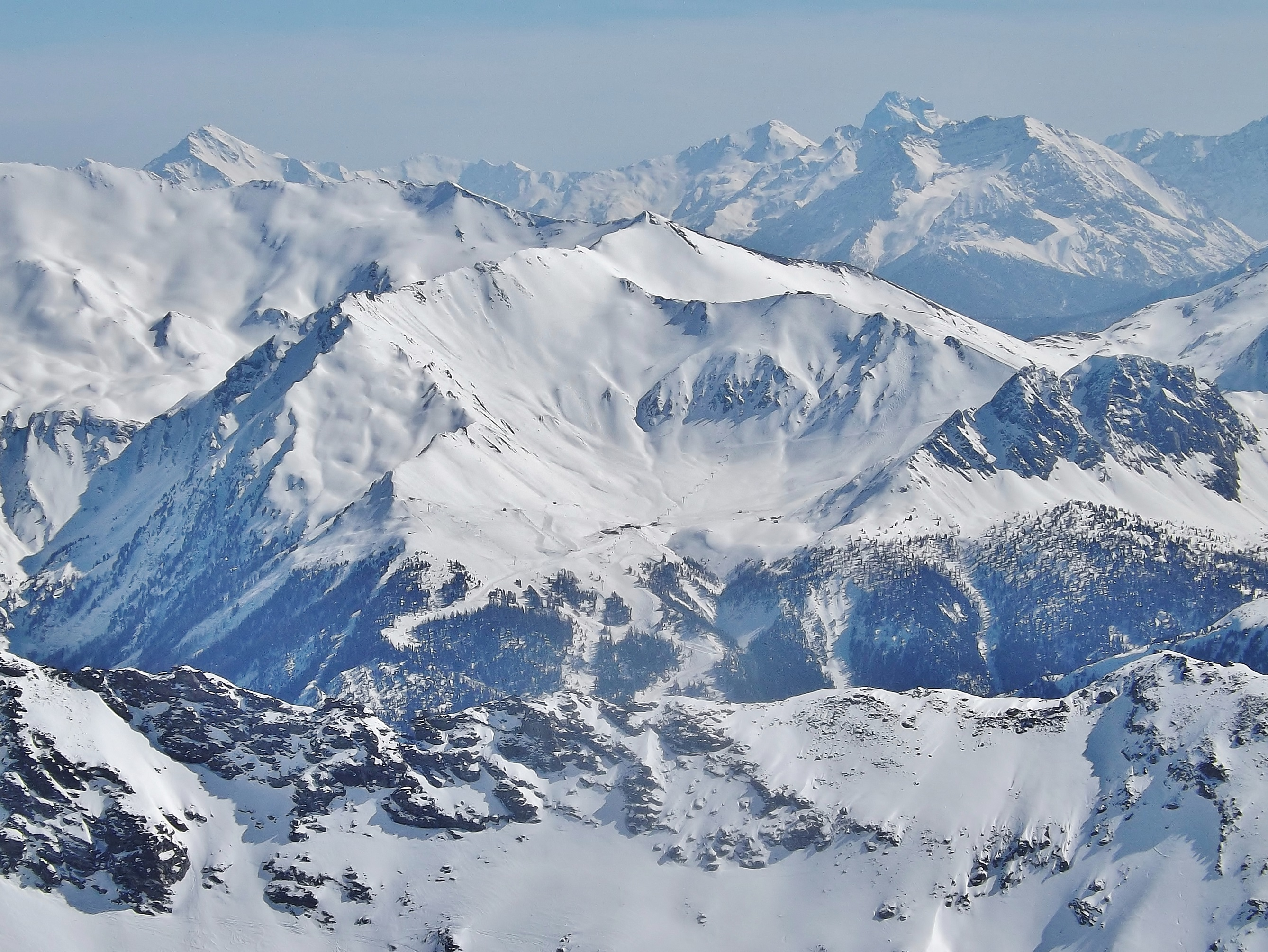
Vue de la station sous la pointe du Fréjus, depuis la cime de Caron.

Avec son sommet, Punta Bagna, situé à 2 737 m d'altitude, le domaine skiable offre 1 200 mètres de dénivelé. La topographie des lieux, entre haute montagne et forêts de résineux, est un terrain de jeu varié pour toutes les formes de glisse.

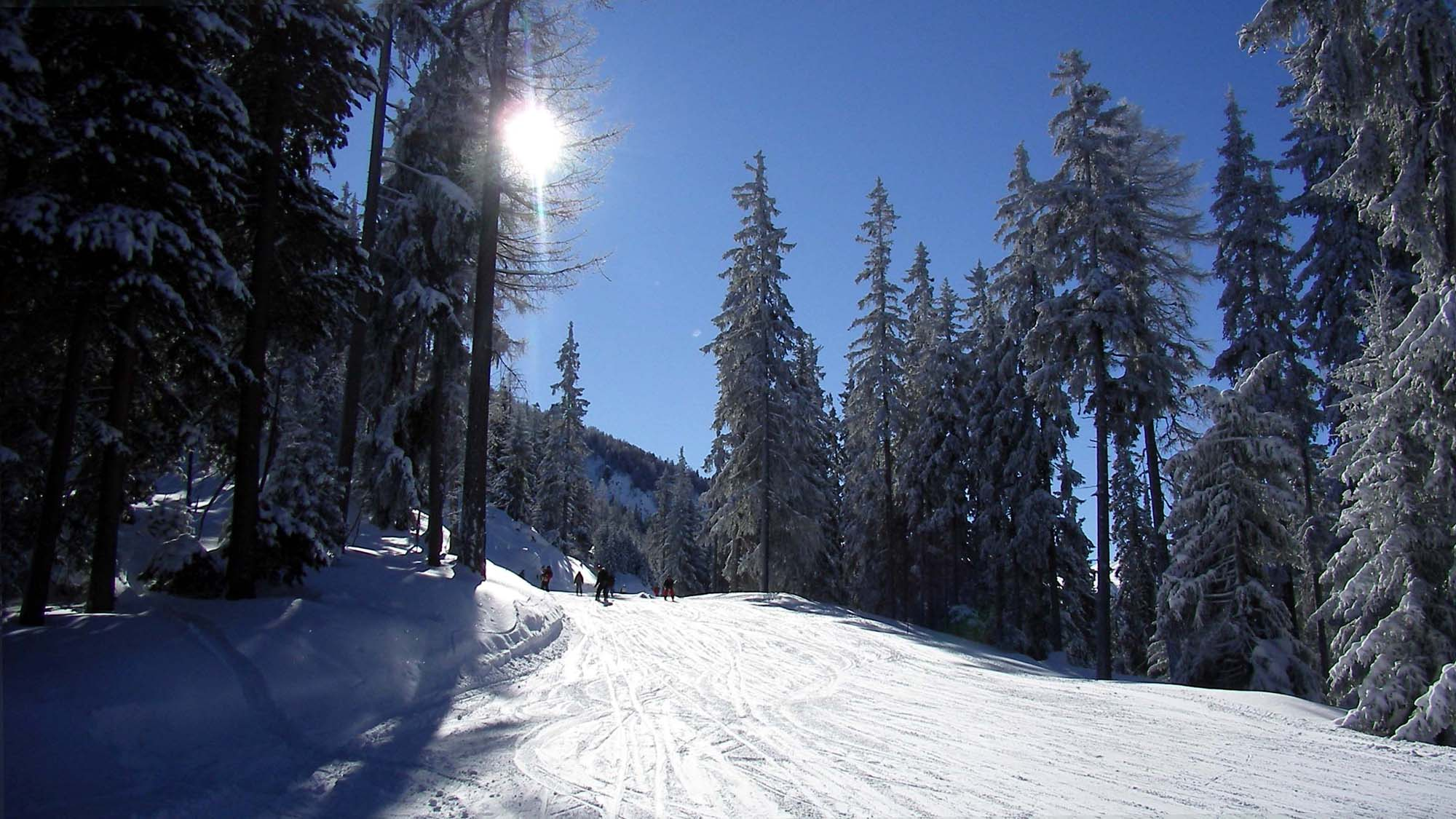
À mi-parcours sur la piste bleu des Bovenières.

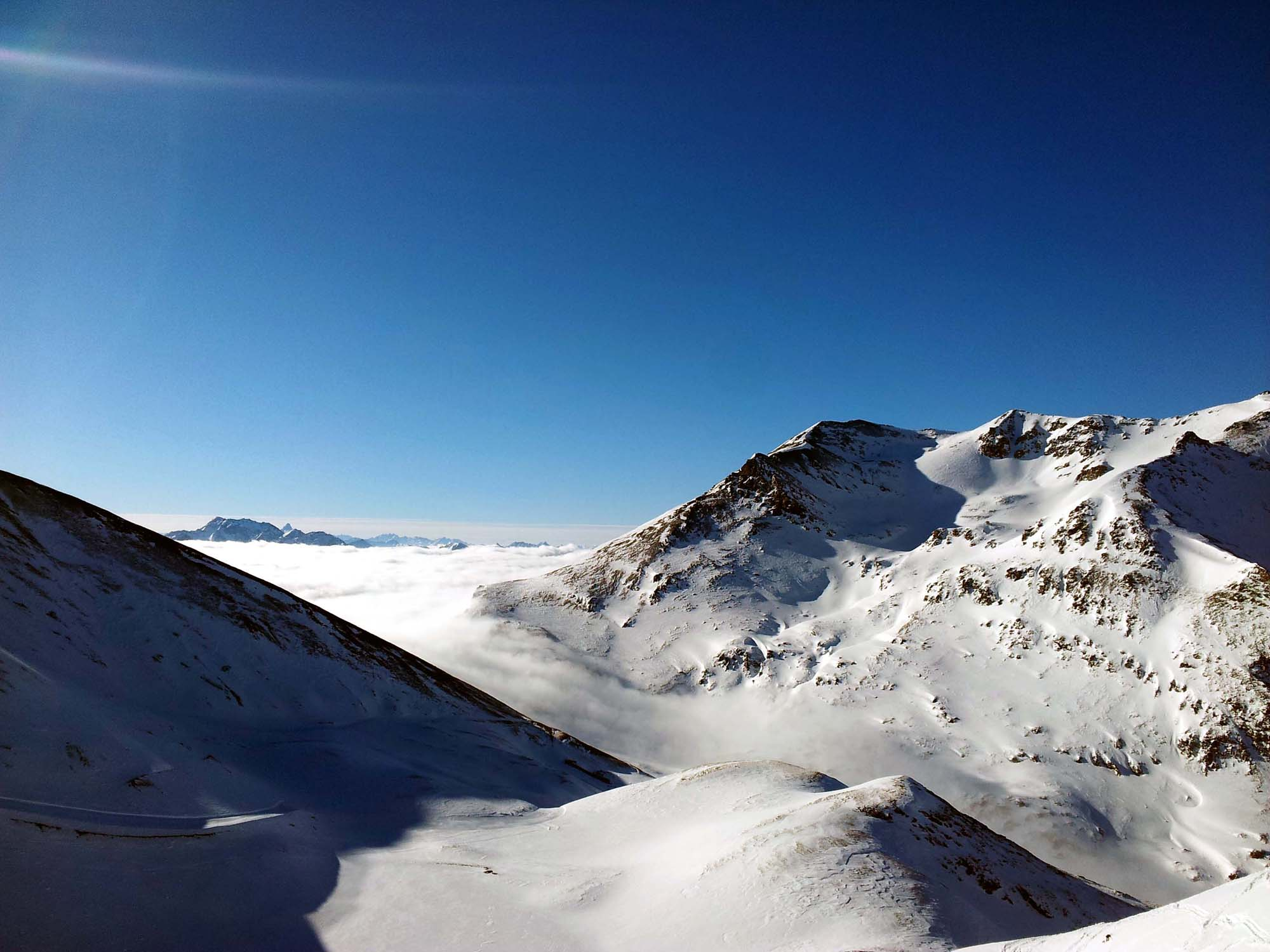
Le col du Fréjus depuis Punta Bagna.

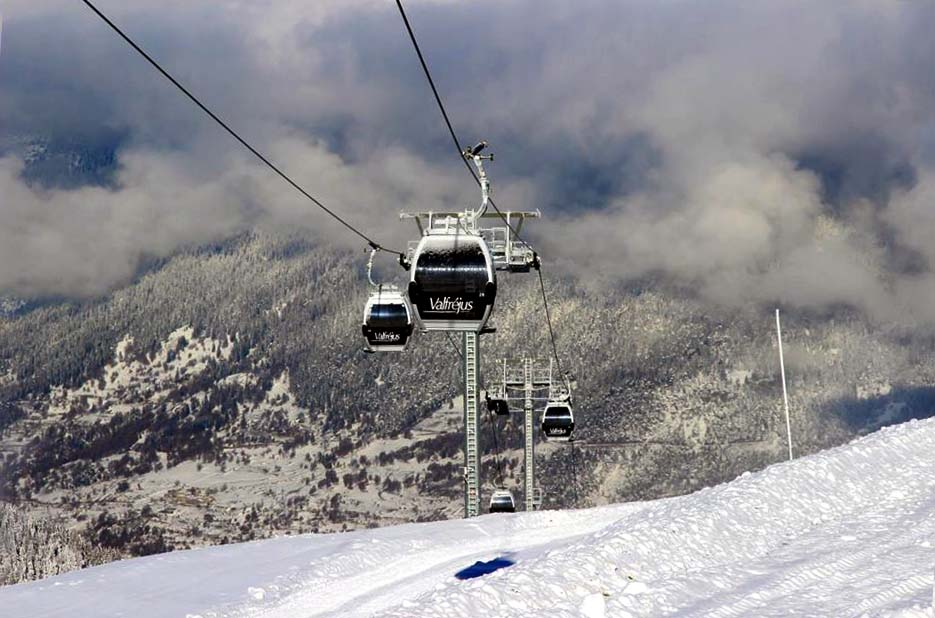
La télécabine d'Arrondaz.

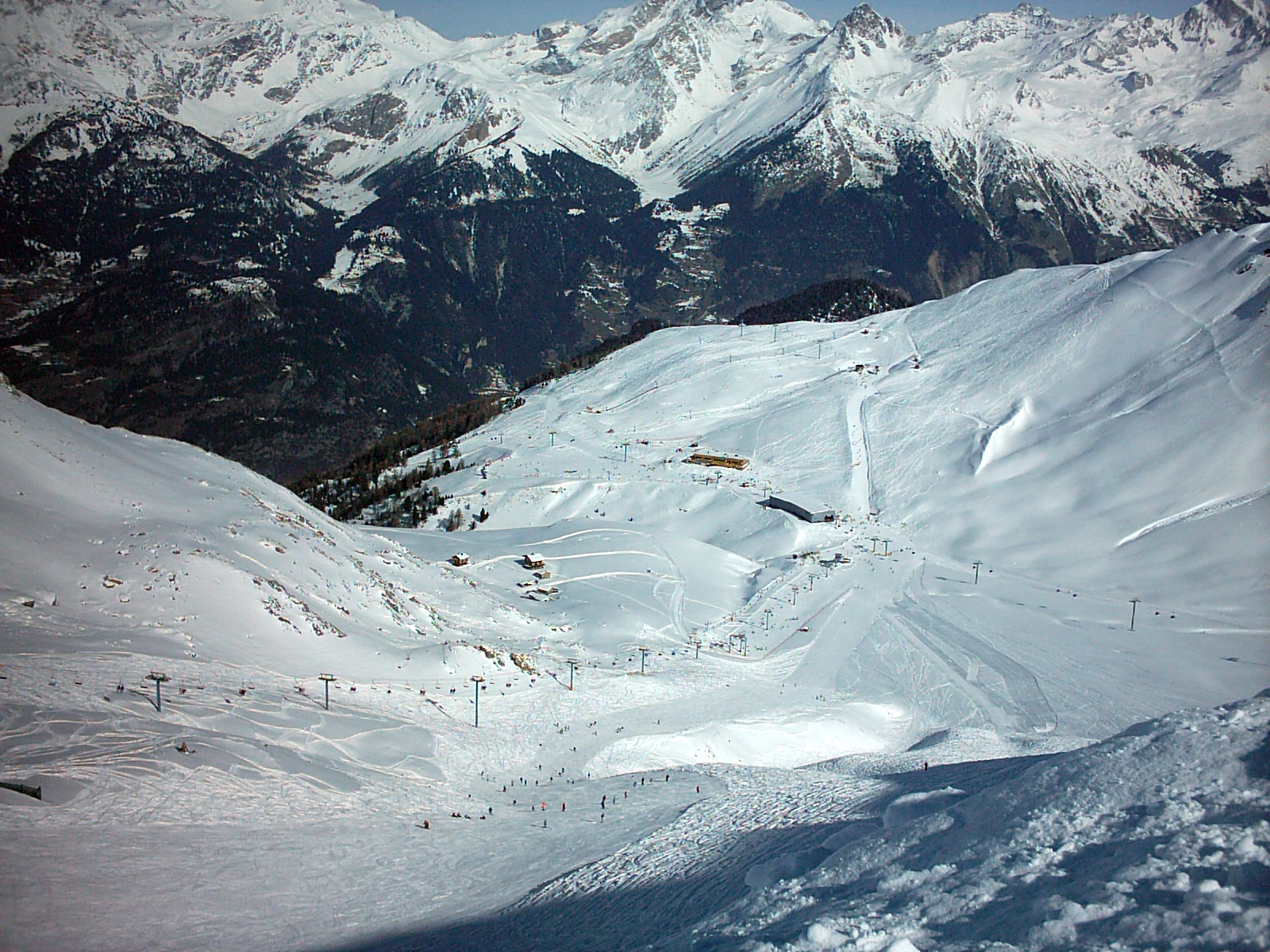
Le plateau d'Arrondaz depuis Punta Bagna.

### Glisse

#### Pistes de ski
La station dispose de 23 pistes de ski (3 vertes - 11 bleues - 5 rouges - 4 noires), d'un boarder cross, d'un stade de slalom homologué FFS et de deux jardins d'enfants (ESF et ESI).
Des douces pentes des pistes vertes, aux murs de bosses des pistes noires, en passant par les mouvements de terrain ludiques des pistes bleues, tous les profils de piste sont présents. Toutefois, le relief induit quelques zones plates inévitables.
L’enchaînement de la piste bleue de la combe avec la piste bleue du Jeu permet un retour station de 9 km de descente en pleine nature.

#### Speed Riding
Les conditions aérologiques locales sont particulièrement favorables à la pratique de cette activité à mi-chemin entre le parapente et le ski. De plus, ce sport fut inventé ici, c'est donc naturellement que le speed riding est très pratiquée à Valfréjus.
Des zones sont prévues pour pratiquer ce sport librement ou encadré par les professionnels.
Valfréjus devient la première station au monde qui a accepté la pratique du speed riding. ATAKA est la première école du monde à partager la passion du ski traditionnel sous une petite voile de parapente.

#### Hors piste - Ski de randonnée
Le domaine offre un grand nombre d'itinéraires hors piste accessibles par gravité tels que la Banane, le vallon de Pra Dieu, les combes du Jeu, les couloirs du Seuil, ainsi que des itinéraires d'envergures accessibles en quelques minutes de marche comme le couloir des Militaires, le petit et le Grand Vallon ou les couloirs de la pointe d'Arrondaz.
La station est également un point de départ pour le ski de randonnée et l'accès à plusieurs sommets remarquables tel que le mont Thabor, la Gran Bagna, le Grand Argentier ou la Belle Plinier,,.
Des courses de ski-alpinisme sont régulièrement organisées, comme La Traversée des Rois Mages.

#### Luge - Bob Park
Le Bob Park comprend trois pistes :
- piste verte du Grand Canyon (12 virages relevés) ;
- piste bleue Rodéo Drive (13 virages relevés) ;
- piste bleue de Charmasson réservée au multibob.

Chaque itinéraire fait deux kilomètres de long et 200 mètres de dénivelé avec un passage de tunnel de 35 mètres, une zone de chrono à l’arrivée et un éclairage en soirée.
Trois types de luge : bob, zipfy ou multibob (snakegliss encadré par un moniteur sur réservation à l’École du ski français). La luge est gratuite pour les enfants.

### Remontées mécaniques
En 2009, les deux télécabines Punta Bagna 1 & 2 ont été remplacées par une télécabine 8 places Doppelmayr et un télésiège 6 places de Doppelmayr équipé de garde-corps à verrouillage automatique.
En 2013, c'est le télésiège du Col qui a été remplacé par un télésiège 6 places plus performant.
Appareils :
- Télécabine 8 places d'Arrondaz – Accès au plateau d’Arrondaz à 2 200 m en 7 minutes ;
- Télésiège 6 places de Punta Bagna – Accès au sommet du domaine à 2 737 m en 6 minutes ;
- Télésiège 6 places de L’Envers du Col ;
- Télésiège 4 places du Petit Vallon ;
- Télésiège 4 places de Charmasson ;
- Téléski à enrouleur de la Challe ;
- Téléski à perches découplables des Pigniers ;
- Téléski à enrouleur des Chalets.

### Enneigement artificiel
76 enneigeurs répartis sur 27 % des pistes produisent de la neige de culture pour assurer le retour station jusqu'en fin de saison. L'eau ainsi utilisée provient de la prise d’eau EDF de la Loza sur le réseau du barrage de Super Bissorte.

### Écoles
- École du ski français (ESF) : toutes glisses ;
- École de ski internationale (ESI) : toutes glisses.

## Autres sports

### Cascade de glace
Il y a de nombreuses cascades, de tous les niveaux, autour de Valfréjus. Non loin de l'entrée de la station, le ruisseau du Grand Vallon déploie une cascade appelée cascade du seuil qui une fois gelée devient Indiana Jones : cascade de glace d'un niveau abordable (cotation 4), de 130 mètres de dénivelé, dans une ambiance canyon.

### Randonnées en raquettes
Deux sentiers balisés se trouvent autour de la station :
- Le sentier raquettes des Herbiers (balises orange) : promenade en forêt, hameau des Herbiers, 2 km, 1 h 30 min ;
- Le sentier raquettes des Essarts (balises fuchsia) : chapelle Notre-Dame du Charmaix, balade en forêt, 4 km, 3 h.

Les professionnels de l'ESF et de l'ESI proposent des sorties à la découverte de la faune et de la flore de la région.

### Cyclisme
Valfréjus a accueilli l'arrivée de la dernière étape du critérium du Dauphiné 2015. La montée a été classée en première catégorie. C'est Christopher Froome qui s'imposait après une attaque dans les trois derniers kilomètres, ravissant du même coup le maillot jaune à Tejay van Garderen.
Valfréjus avait déjà accueilli l'arrivée d'une étape du Critérium du Dauphiné Libéré en 1987